# Surfactante pulmonar (medicación)
El surfactante pulmonar se usa como un medicamento para tratar y prevenir el síndrome de dificultad respiratoria en bebés recién nacidos. La prevención generalmente se realiza en bebés nacidos con menos de 32 semanas de edad gestacional. Se administra por tubo endotraqueal. El inicio de los efectos es rápido. Se pueden necesitar varias dosis.
Los efectos secundarios pueden incluir ritmo cardíaco lento y niveles bajos de oxígeno. Su uso también está relacionado con el sangrado intracraneal. El surfactante pulmonar puede aislarse de los pulmones de vacas o cerdos o fabricarse artificialmente.
El surfactante pulmonar fue descubierto en la década de 1950 y una versión fabricada fue aprobada para uso médico en los Estados Unidos en 1990. Está en la Lista de medicamentos esenciales de la Organización Mundial de la Salud, los medicamentos más efectivos y seguros que se necesitan en un sistema de salud. En 2015 en el Reino Unido le costaba al NHS entre £281,64 a 547,40 por dosis.

## Usos médicos
El surfactante pulmonar se usa para tratar y prevenir el  síndrome de dificultad respiratoria en bebés recién nacidos. La prevención generalmente se realiza en bebés nacidos con menos de 32 semanas de edad gestacional. La evidencia provisional apoya el uso en el ahogamiento.

## Los tipos
Hay varios tipos de surfactantes pulmonares disponibles. Al igual que sus contrapartes naturales, las preparaciones de surfactante pulmonar consisten en fosfolípidos (principalmente DPPC) combinados con agentes de propagación como SP-B y SP-C.
Surfactantes pulmonares sintéticos: 
- Palmitato de colfoscerilo (Exosurf): una mezcla de DPPC con hexadecanol y tiloxapol agregados como agentes de propagación
- Pumactant (compuesto de expansión pulmonar artificial o ALEC): una mezcla de DPPC y PG
- KL-4 : compuesto de DPPC, palmitoiloleoilfosfatidilglicerol y ácido palmítico, combinado con un péptido sintético de 21 aminoácidos (sinapultida) que imita las características estructurales de SP-B.[8]
- Venticute - DPPC, PG, ácido palmítico y SP-C recombinante
- Lucinactant (nombre comercial Surfaxin) es un medicamento líquido que contiene DPPC , POPG como sal de sodio y ácido palmítico.

Surfactantes derivados de animales: 
- Beractant 
  - (Alveofact) - extraído del fluido de lavado de pulmón de vaca, fabricado por Boehringer Ingelheim
  - (Survanta) - extraído de pulmón de vaca picado con DPPC adicional, ácido palmítico y tripalmitina, fabricado por Abbvie
  - (Beraksurf): extraído de pulmón de vaca picado con DPPC adicional, ácido palmítico y tripalmitina, fabricación por Tekzima
- Calfactant (Infasurf) - extraído del líquido de lavado de pulmón de ternero
- Poractant alfa (Curosurf): extraído del material derivado de pulmón de cerdo picado

## Historia
El investigador John Clements identificó los surfactantes y su papel en la década de 1950. Mary Ellen Avery mostró poco después que los pulmones de los bebés prematuros no podían producir surfactantes.
Exosurf, Curosurf, Infasurf y Survanta fueron los surfactantes iniciales aprobados por la FDA para su uso en los EE. UU.
En 2012, la FDA de los EE. UU. aprobó un surfactante sintético adicional, el lucinactant (Surfaxin).